# Hidrografía de España

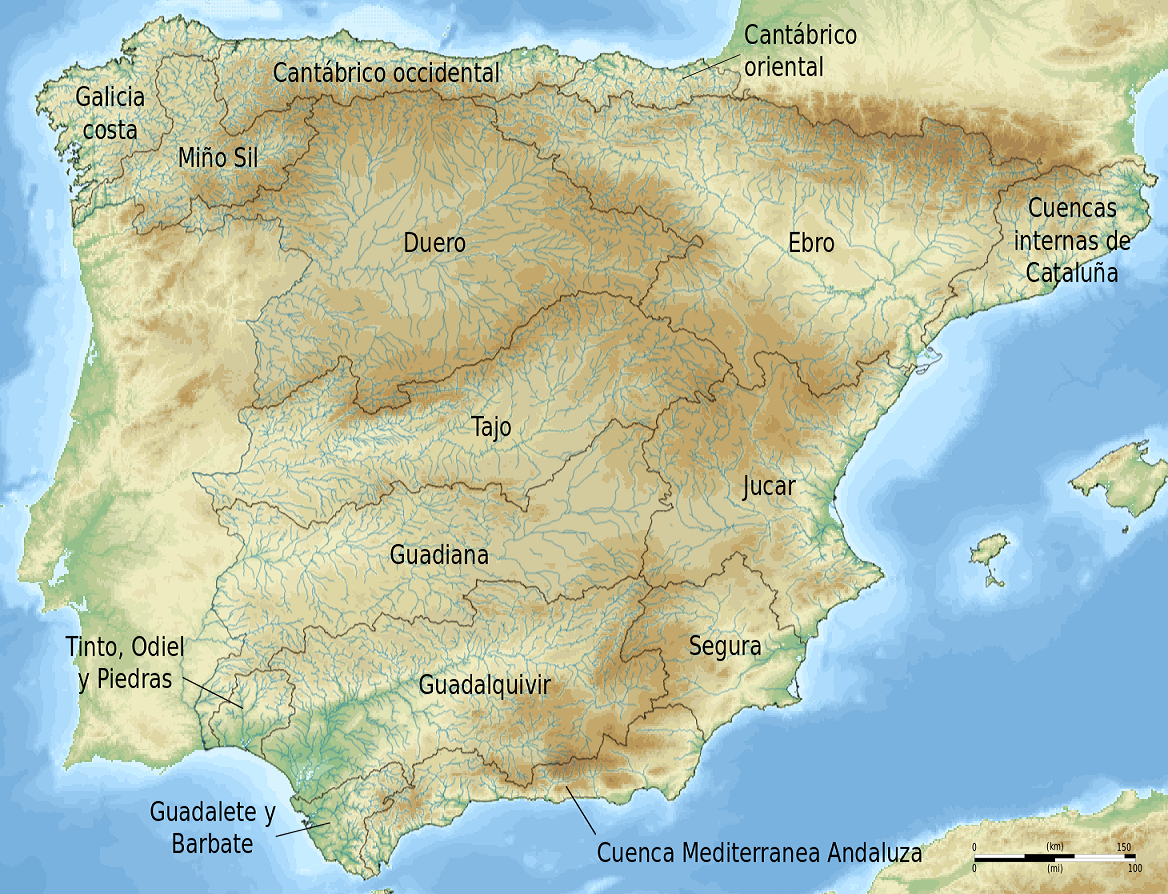
Cuencas hidrográficas de la península ibérica.

Al igual que la hidrografía de cualquier otro país, la española está determinada por dos tipos de factores: los climáticos y los geológicos (relieve y suelos). La mayor parte de España presenta un clima mediterráneo, por lo que una primera característica general es la de ríos con fuertes estiajes y escaso caudal. De esta característica están exentos los ríos de la llamada España húmeda: el norte y noroeste, y en parte, también los grandes colectores o grandes ríos, ya que sus afluentes procedentes de las montañas amortiguan estos efectos.
El relieve determina la red hidrográfica española. En la península es la Meseta Central la unidad de relieve más importante por la superficie que ocupa y porque en torno a ella se estructuran el resto de grandes unidades, como sus rebordes montañosos y las depresiones y cordilleras exteriores. El hecho de que esté basculada hacia el oeste es el causante de que tres de los grandes ríos (Duero, Tajo y Guadiana) viertan sus aguas al Atlántico. De los otros dos grandes ríos, el Guadalquivir también desagua en el Atlántico por la inclinación de la depresión Bética hacia ese océano, mientras que el otro gran río, el Ebro, es el único de los grandes colectores que desagua en el Mediterráneo, dada la apertura de la depresión ibérica hacia ese mar.
Los lagos no son abundantes en España, aunque sí de origen variado, pues existen tanto de origen endorreico (tectónicos y volcánicos), como de origen exorreico (glaciares, kársticos...) e incluso de origen mixto.

## Condicionamiento del trazado de la red fluvial
El primer rasgo que se destaca en el trazado de las cuencas fluviales peninsulares es la gran disimetría entre la vertiente atlántica y la mediterránea. En efecto, a pesar de que la longitud de la costa de ambos es poco diferente, los ríos que vierten al Atlántico drenan más de dos terceras partes (69%) de la Península, mientras que los que lo hacen al Mediterráneo avenan tan sólo menos de una tercera parte (31%) del territorio peninsular. La línea divisoria de aguas entre ambas cuencas pasa mucho más cerca de la costa mediterránea y describe un gran arco con la concavidad vuelta al Atlántico, hacia donde vierten los grandes colectores peninsulares, como los ríos Duero, Tajo, Guadiana y Guadalquivir, siendo solamente el río Ebro el único gran río peninsular que escapa a dicho dominio.
La causa de esta disimetría hay que buscarla en la estructura y evolución geológica de la Península ya que, a consecuencia del plegamiento alpino, todo el gran bloque de la Meseta fue basculado hacia el oeste, en tanto que sus bordes orientales se plegaban para formar la Cordillera Ibérica. En consecuencia, a partir del reborde ibérico las aguas se deslizan hacia el Atlántico, siguiendo el plano inclinado de la Meseta. Las de la Submeseta Norte constituyen la cuenca del Duero, mientras las de la Submeseta Sur se reparten, a causa del relieve de los Montes de Toledo, entre las cuencas del Tajo y del Guadiana.
Las características de los restantes bordes montañosos de la Meseta condicionan también los rasgos de los correspondientes derrames periféricos. Así, el elevado reborde cantábrico, abrupto y escarpado y con alturas superiores a los 2.500 m, Torre Cerredo 2.650 m. -Picos de Europa- da lugar a cursos de corta longitud, que tienen que salvar en recorridos no superiores al centenar de kilómetros desniveles a veces de más de 2.000 m. Además, estas montañas, bien alimentadas por las abundantes y regulares precipitaciones propias del clima atlántico, originan ríos caudalosos y de gran fuerza erosiva a causa de su pendiente, los cuales han cortado los enérgicos relieves de la cordillera en hoces profundas y estrechas que cuentan entre los más grandiosos paisajes fluviales de la Península, como las hoces del río Cares y las del río Deva, excavadas en el macizo de los Picos de Europa.
Aparte del dispositivo fluvial, determinado por los rasgos de la Meseta central española, otro rasgo mayor de la estructura peninsular determina el trazado y orientación del resto de las aguas de sus principales colectores: la alineación de las dos grandes cordilleras alpinas: Pirineo y Cordilleras Béticas, y de sus respectivas prefosas. El Pirineo, orientado de este a oeste, va a unirse con el borde nordeste de la Meseta formado por la Cordillera Ibérica, dejando entre ambos sistemas montañosos, distintamente orientados, el triángulo de tierras hundidas que constituye la Depresión del Ebro, abierta hacia el Mediterráneo; por eso dicho río es el único gran colector español que no vierte al Atlántico. En el fondo de esta depresión se reúnen, procedentes de las montañas del norte, las aguas que recogen las escorrentías pirenaicas, y por el lado sur las procedentes del borde ibérico de la Meseta. Así se explica que el Ebro sea el río más caudaloso de España.
Una disposición parecida conforma por el sur, entre Sierra Morena y las Cordilleras Béticas, otro gran triángulo deprimido, surcado por el río Guadalquivir y abierto hacia el Atlántico. Por el lado de Sierra Morena recibe los aportes de ríos cortos e indigentes, mientras por el sur recibe las escorrentías de las serranías béticas, mucho menos abundantes y regulares que las del Pirineo. Los otros derrames externos y periféricos de las Cordilleras Béticas dan lugar a cursos todavía más cortos y torrenciales, con terribles crecidas y estiajes acusados.

## Estudio de los ríos españoles
- Caudal mensual y anual en cada estación de aforo.
- Caudal total evacuado por el río durante el año.
- Variaciones estacionales del caudal medio mensual en el transcurso del año, que es lo que constituye el régimen del río, el cual depende de muchos factores, pero principalmente de la abundancia estacional de las precipitaciones recogidas en la cuenca hidrográfica.
- Relación entre el caudal circulado por el cauce y las precipitaciones recibidas, o balance del aprovechamiento, el cual depende de la evaporación y filtraciones.
- Abundancia relativa, o sea, el caudal en relación con la extensión de la cuenca receptora, expresado en litros por segundo y kilómetro cuadrado de cuenca.
- Irregularidad anual e interanual, muy importante en climas como el Mediterráneo, en donde la abundancia de lluvias varía extraordinariamente de un año a otro y dentro del año, mientras es más uniforme en el clima atlántico.

De todos los factores que influyen en la escorrentía fluvial el más importante es el clima, especialmente en cuanto se refiere a la cuantía de las precipitaciones y a la distribución de las mismas a lo largo del año y por eso, es preciso el conocimiento del clima antes realizar el estudio de los ríos. Además del factor climático, hay otros factores también notables que condicionan la escorrentía, principalmente la topografía, ya que cuanto mayor sea la pendiente más deprisa discurre el agua caída por las laderas y la que circula por los cauces hacia el mar, mientras que, en ríos de llanura, la escorrentía es más perezosa y regular. El carácter torrencial de un río depende, pues, en primer lugar de la pendiente de su cauce.
En segundo lugar influye la naturaleza del roquedo que el río atraviesa. En las rocas permeables como las calizas se pierde gran cantidad de las aguas superficiales y en cambio se produce una intensa circulación subterránea, que incluso puede llegar a hacer desaparecer el río mismo (figura de la ilustración), tal ocurre por ejemplo con el río Ésera, en el Pirineo. En cambio, las rocas impermeables como las pizarras o las arcillas retienen mal el agua, la cual corre inmediatamente hacia el cauce principal.
En grado menor influye también la densidad del tapiz vegetal, el cual, cuanto más denso es, mejor retiene el agua y la devuelve más lentamente, contribuyendo a la regularización del caudal. Por eso las cuencas de los embalses se suelen replantar de bosque. En cambio, en las cuencas pobres en vegetación la rápida evacuación de las lluvias suele revestir frecuentemente efectos catastróficos.

### Abundancia absoluta y relativa de los ríos españoles
El río más caudaloso de la Península es el Duero, el cual cerca de la desembocadura, en Oporto, arroja un caudal medio anual de 675 m³/s. Valores parecidos se registran en los más importantes ríos peninsulares según puede verse en la Tabla adjunta.
| Río                | Recorrido (km) | Cuenca (km²) | Caudal medio (m³/s) | Punto de aforo       |
| ------------------ | -------------- | ------------ | ------------------- | -------------------- |
| Ríos atlánticos    |                |              |                     |                      |
| Río Miño           | 310            | 12.486       | 340,0               | Tuy                  |
| Río Duero          | 897            | 97.290       | 675,0               | Oporto               |
| Río Tajo           | 1.007          | 80.600       | 444,0               | Lisboa               |
| Río Guadiana       | 744            | 67.733       | 78,8                | Ayamonte             |
| Río Guadalquivir   | 657            | 57.071       | 164,3               | Sevilla              |
| Ríos mediterráneos |                |              |                     |                      |
| Río Ter            | 208            | 3.010        | 17,2                | Estartit             |
| Río Llobregat      | 175            | 4.948        | 19,0                | El Prat de Llobregat |
| Río Ebro           | 930            | 86.100       | 600,0               | Deltebre             |
| Río Mijares        | 156            | 4.028        | 14,7                | Cirat                |
| Río Turia          | 280            | 6.394        | 14,0                | Villamarchante       |
| Río Júcar          | 498            | 21.579       | 49,8                | Albalat de la Ribera |
| Río Segura         | 325            | 14.936       | 26,3                | Cieza                |
| Río Guadalhorce    | 154            | 3.147        | 8,0                 | Málaga               |
| Ríos cantábricos   |                |              |                     |                      |
| Río Nalón          | 138            | 3.692        | 55,2                | San Juan de la Arena |

Estos valores absolutos no difieren demasiado del de otros grandes ríos europeos, como el río Sena, con 480-500 m³/s, a causa de que, aunque aquellos avenan cuencas de clima menos lluviosos, en cambio surcan relieves de mayor altitud y por consiguiente mejor alimentados. Sin embargo, se advierte que los ríos mediterráneos, salvo el río Ebro, son mucho menos caudalosos, por tratarse de regiones en gran parte semiáridas en donde llueve poco y la evaporación es intensa. En cambio los ríos cantábricos están mejor alimentados con caudales abundantes como corresponde al clima atlántico.
Pero, claro está, en igualdad de condiciones climáticas los ríos son tanto más caudalosos cuanto mayor es su cuenca de alimentación. De aquí que sean mucho más expresivos los datos de abundancia o caudal relativo, concepto llamado también coeficiente o módulo específico, expresado en litros por segundo y kilómetros de cuenca. Este valor, al revés de lo que ocurre con el caudal absoluto, disminuye aguas abajo del valle, puesto que las precipitaciones suelen decrecer en igual sentido, al descender la altitud.
Por término medio, en una zona holohúmeda como el norte de España, el coeficiente de escorrentía anual es de unos 20 l/s km². En los ríos pirenaicos se alcanzan valores de 30 L/s/km², incluso más altos en las cabeceras, como en el Caldarés, afluente del Gállego, con 46,28 l/s km². También son elevados los valores de la región atlántica: en el Nalón, 25,7, y en el Miño 19,1. En cambio en el sur, en la zona semiárida, los valores de abundancia relativos son mucho más bajos: 1,6 en el Guadiana y 0,6 en el Vinalopó.

### Variaciones estacionales
En general el régimen de un río que depende únicamente de las lluvias refleja perfectamente los máximos y mínimos de las precipitaciones de su cuenca, de forma que la curva expresiva de su régimen es paralela, en líneas generales, a la de las precipitaciones. Así sucede en los ríos de las montañas bajas y medias, y en algunos ríos cortos atlánticos (Tambre, Ulla, en Galicia) y mediterráneos (Segura, Mijares, Zújar, Cíjara).
En cambio, en los ríos que nacen en las altas montañas, en las que son frecuentes las nevadas, y mucho más en los alimentados por glaciares, los caudales máximos se dan al final de la primavera o en verano, en la época de fusión de la nieve o hielo acumulados durante el invierno, aun cuando las precipitaciones pasen entonces por el mínimo propio del clima mediterráneo.

### Tipos de régimen

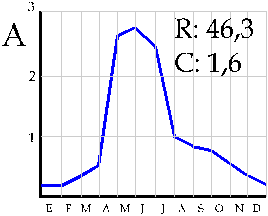
Alimentación nival: el río Caldarés (en Ibón de los Baños, Huesca)

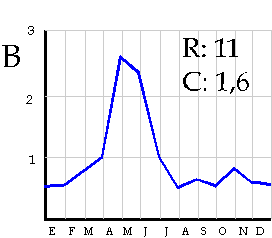
Alimentación nivopluvial: el río Segre (en Seo de Urgel, Lérida)

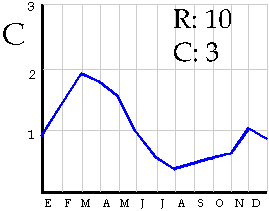
Alimentación pluvionival: el río Guadiela (en Buendía, Cuenca)

#### Régimen nival
Limitado a las zonas más altas de las cordilleras principales, con alturas superiores a los 2.500 m s. n. m. . En el tipo nival puro, tal como se observa, por ejemplo, en el Pirineo en el curso superior del río Caldarés, afluente del Gállego, con un máximo único y muy destacado extendido entre mayo y julio; no existe, pues, mínimo estival. Otros muchos ríos pirenaicos, como el Ter en Gerona, el Segre en Puigcerdá, etc., ofrecen una curva en la que se aprecia la influencia algo más atenuada del factor nival, por lo menos en su curso superior, pero con un mínimo estival acentuado.

#### Régimen nivo-pluvial
Propio de las montañas de 2:000-2.500 m s. n. m., variable según la latitud; con un máximo principal producido por la fusión de la nieve y otros máximos secundarios de origen pluvial; como en el Aragón y otros ríos pirenaicos y prepirenaicos, y también, en general, en el curso superior de los ríos de la Cordillera Cantábrica (Sella, Nalón, Narcea) y en las del Sistema Central (Tormes en Barco de Ávila, etc.).

#### Régimen pluvio-nival
Con la influencia nival todavía más atenuada por tratarse de alturas inferiores, entre 1.600-1.800 m y aumentar la influencia de los aportes puramente pluviales procedentes de las partes bajas de la cuenca; registran máximos de abril a marzo, aguas bajas estivales y una recuperación otoñal. como muestra de montaña media pueden citarse tramos de ríos del Prepirineo (Arba, Llobregat, Fluviá, Condoner, etc.), del Sistema Central (Henares, Jarama, Tiétar, Alagón, Tormes, Adaja, Eresma, Alberche, etc.), de la Cordillera Ibérica (Najerilla, Iregua, Cidacos, Arlanza, Guadalupe, Júcar, Turia, etc.), de la Cordillera Cantábrica (Pisuerga, Esla, Cea, etc.), o de las Béticas (Guadalfeo)

#### Régimen pluvial
Con un ritmo estacional calcado de la curva de precipitaciones. Dentro de este tipo cabe distinguir, según la distribución estacional de las lluvias, los siguientes subtipos:
- Pluvial mediterráneo levantino, con dos máximos, uno de primavera muy sostenido o mejor desdoblado en dos picos, de febrero a marzo y de mayo a junio, el segundo más acusado que el primero; el mínimo estival, tan característico del clima mediterráneo se prolonga los meses de julio y sobre todo agosto por debajo del coeficiente 1, y un segundo máximo otoñal, más o menos acusado según el sector, pero que en las costas levantinas suele ser el principal coincidente con las avenidas catastróficas. Ejemplos: El Segura, el Jalón en Calatayud, el Guadalope en Alcañiz, el Mijares cerca de su desembocadura en Villarreal, etc.

- Pluvial mediterráneo bético, el cual se distingue del anterior por presentar en primavera un máximo único, centrado al principio de la estación, un mínimo invernal poco acusado y en cambio el estival mucho más fuerte y prolongado, de tres a cuatro meses, como en el Guadiaro en Colmenar y el Guadalhorce en el Chorro.

- Pluvial subtropical o mediterráneo de transición, propio de los ríos de buena parte de la Meseta, con un ritmo parecido al del Mediterráneo levantino pero con una sequía estival más acentuada, de tres a cuatro meses; el máximo principal es en otoño. Ejemplos: el Zújar (Puebla de Alcocer), Cigüela (Villarrubia de los Ojos), etc.

- Pluvial atlántico, propio de las regiones del norte de España, sometidas al clima atlántico, pero en cuencas de baja altitud. Posiblemente algunos ríos gallegos como el Tambre y el Ulla reflejen en sus curvas esta disposición, ya que en la mayoría de los otros del área, por tener sus fuentes en zonas elevadas, se acusa en forma más o menos definida la influencia nival en sus cabeceras.

## Complejidad de los grandes ríos

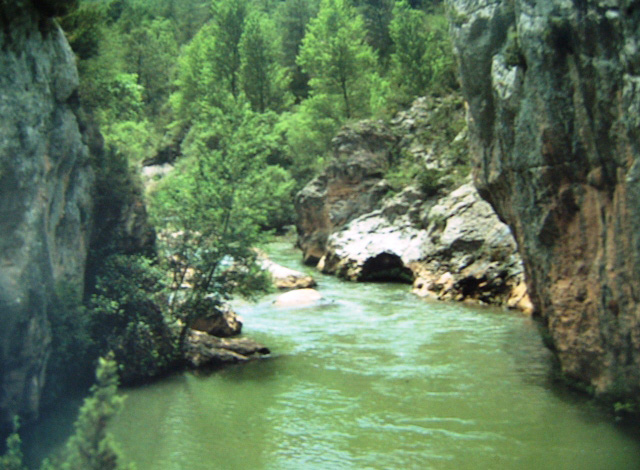
El río Tajo en su curso alto (Guadalajara).

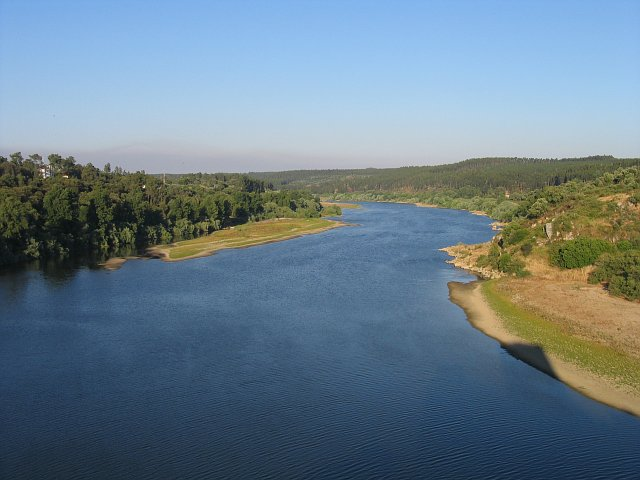
El río Tajo en su curso bajo (Portugal).

Los grandes ríos españoles que son alimentados por afluentes procedentes de cuencas con climas diferentes tienen un régimen complejo.
De todas las grandes arterias españolas, el caso más sencillo es el del río Guadiana, según puede verse comparando las curvas de la estación de Cíjara con la de Badajoz (Puente de Palmas) distantes unos 300 km, a causa de que todos sus afluentes nacidos en montañas, relativamente bajas, con escasa o nula influencia nival, participan del tipo de régimen que se ha denominado pluvial subtropical.
Algo más complejos, con regímenes mixtos a lo largo de su curso, son los otros grandes ríos de la Meseta. El Tajo, nacido en la sierra de Albarracín, con alturas cercanas a los 1.00 m, se beneficia de las nieves invernales, razón por la cual su curso superior es netamente pluvio-nival, como se reconoce en la estación de Sacedón (Guadalajara). Luego recibe los aportes de los derrames del Sistema Central, como el Tajuña, Henares, Jarama, Alberche, Tiétar, Alagón, en los cuales domina cada vez más el carácter pluvial, razón por la cual el río progresivamente va acentuando, a medida que avanza por el interior de la Meseta, su carácter pluvial, el cual domina ya finalmente en la estación de Alcántara, próximo a la frontera portuguesa, y con el mismo carácter llega cerca de la desembocadura, en Vila Velha de Ródão. Así, a lo largo de su curso, ha cambiado de carácter, desde un río pluvio-nival a un río netamente pluvial. Algo parecido ocurre con el Duero, el cual a partir de sus fuentes, al pie de los Picos de Urbión, es netamente pluvio-nival, pero a medida que atraviesa la Meseta Superior va transformando ese carácter por el de pluvial, que es el que tiene cerca de la desembocadura.
El caso más complejo de todas las grandes arterias peninsulares es sin duda el del Ebro. Nacido en la Cordillera Cantábrica, cerca del lago kárstico de Fontibre (Reinosa), recoge la escorrentía abundante de las sierras elevadas de este sector, por lo cual en la estación de Arroyo, no lejos de las fuentes, presenta el carácter pluvio-nival. Pero, a medida que se adentra en la Depresión del Ebro, lo va sustituyendo por el de pluvial mediterráneo, debido a los aportes dominantes de los afluentes del sector atravesado. Pero, más adelante, cuando recibe los grandes aportes pirenaicos del Aragón, Gállego y Segre con sus afluentes Cinca, Noguera Pallaresa y Noguera Ribagorzana, nacidos en las cimas más altas del Pirineo, recupera de nuevo su carácter pluvio-nival que conserva ya hasta su desembocadura. Así, en Tortosa, el Ebro ofrece un régimen no muy diferente al de los grandes ríos pirenaicos de la vertiente septentrional, tal como el Garona en su curso inferior (en Agen y Langon).
También el Guadalquivir es de régimen complejo. En su parte alta, cerca de la confluencia con el Guadiana Menor, es de régimen pluvial subtropical, ya que las alturas de las sierras de la cabecera son poco importantes. Pero después de dicha confluencia, y sobre todo después de recibir el Genil, que le aporta las aguas de fusión de las nieves de Sierra Nevada, lo que hace que en su parte superior este afluente sea de régimen nival de transición que luego pasa a nivo-pluvial y cuya influencia se acusa en la curva del Guadalquivir a partir de dicho punto. El máximo inicial de febrero del Guadalquivir se arrastra al mes de marzo, lo que señala la influencia nival. En su desembocadura el Guadalquivir es de régimen muy semejante al curso inferior del Tajo, con un caudal de 164 m³/s en Cantillana, poco antes de Sevilla.

## Irregularidad y grandes avenidas
La diferencia entre los coeficientes máximo y mínimo de cada río precisa el valor de la irregularidad, la cual, como es de esperar, es muy elevada en los ríos peninsulares, sobre todo en los mediterráneos.
En cambio, en los ríos de la vertiente cantábrica, en donde las fluctuaciones climáticas son mucho menos acusadas, la irregularidad oscila tan sólo entre los valores 2 y 3. En la Meseta, con veranos muy secos y por consiguiente con estiajes muy acentuados, la irregularidad se eleva ya de 9 a 12 y es algo más elevada todavía en el sur, especialmente en los cursos de carácter torrencial.
Las grandes avenidas de nuestros ríos son sobre todo un fenómeno característico de la periferia peninsular, tanto por la importancia de la pendiente de los cursos que descienden a la Meseta y córdilleras periféricas, como por razón del clima. Con la irrupción de nubes tormentosas y abundantes, tan propias de la meteorología mediterránea, se produce la descarga imponente de su contenido acuoso ante los primeros relieves que se oponen a su paso hacia el interior, siendo capaces de provocar por la cuantía de los caudales verdaderas catástrofes. Las grandes inundaciones provocadas por los ríos mediterráneos tienen lugar sobre todo en otoño. En cambio, en la Meseta los ríos de las cuencas del Tajo y Duero, y en la vertiente atlántica suelen presentarse las avenidas excepcionales de diciembre a marzo
En la cuenca del Ebro y en algunos ríos de las vertientes montañosas de la Ibérica, las avenidas suelen ser primaverales, coincidiendo con temperaturas excepcionalmente elevadas que ocasionan una fusión acelerada de las nieves invernales.
| Río                  | m³/s   | Fecha | Lugar del aforo  |
| -------------------- | ------ | ----- | ---------------- |
| Besós                | 3000   | 1962  | Barcelona        |
| Cinca                | 4195   | 1982  | Fraga            |
| Ebro                 | 4130   | 1961  | Zaragoza         |
| Ebro                 | 23 484 | 1907  | Tortosa          |
| Guadalentín          | 2500   | 1973  | Lorca            |
| Guadalquivir         | 5300   | 1963  | Córdoba          |
| Guadalquivir         | 6700   | 1963  | Sevilla          |
| Júcar                | 16 000 | 1982  | Alcira           |
| Mijares              | 2898   | 1922  | Villarreal       |
| Palancia             | 900    | 1957  | Sagunto          |
| Pisuerga             | 2800   | 2000  | Valladolid       |
| Rambla de Albuñol    | 2580   | 1973  | Albuñol          |
| Rambla Nogalte       | 1974   | 1973  | Puerto Lumbreras |
| Rambla de las Ovejas | 400    | 1982  | Alicante         |
| Rambla de la Viuda   | 1500   | 1962  | Almazora         |
| Segura               | 1890   | 1879  | Murcia           |
| Turia                | 3700   | 1957  | Valencia         |

## Recursos hídricos

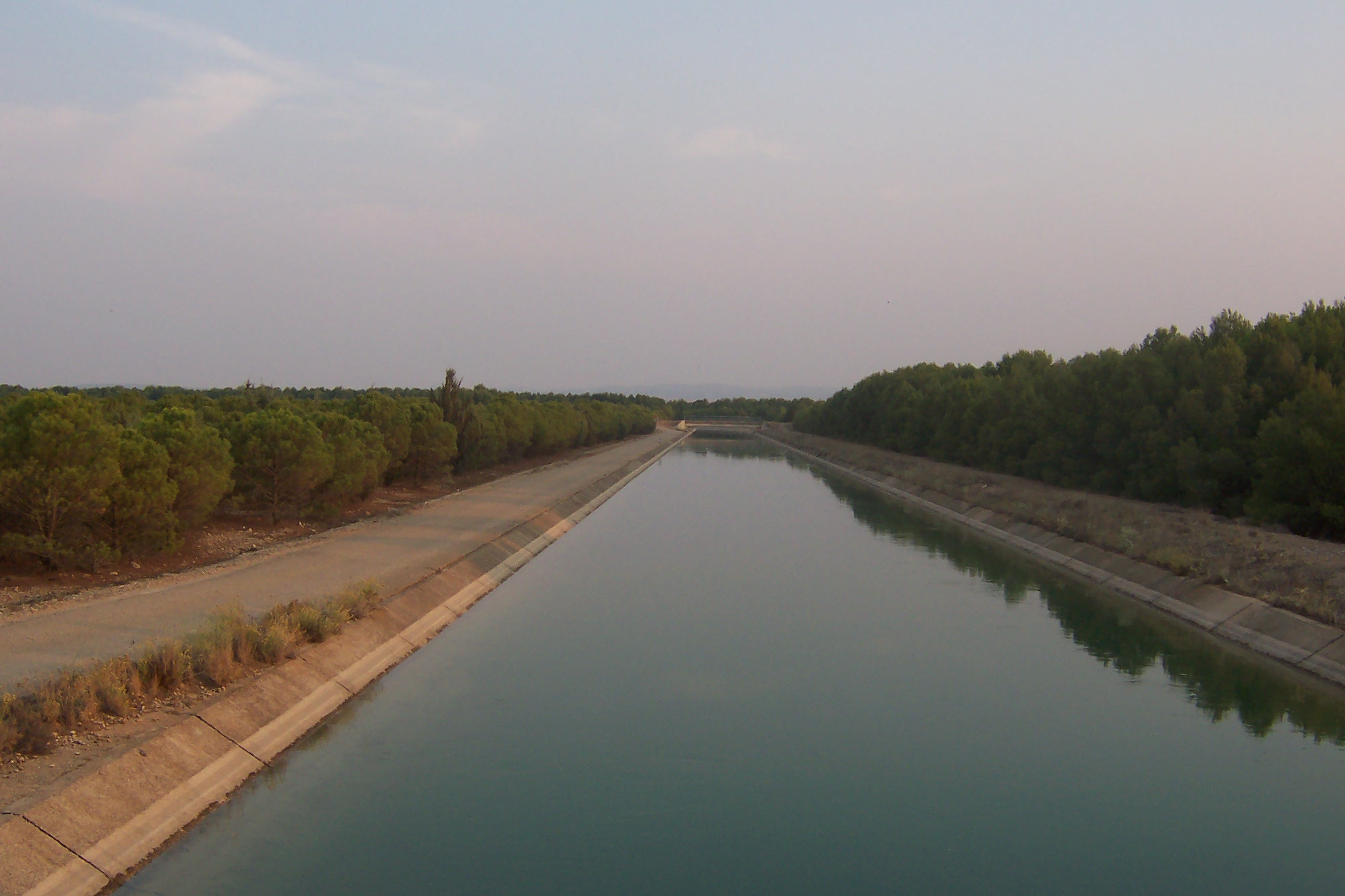
El trasvase Tajo-Segura en las inmediaciones de Balazote, Albacete.

Las escasas precipitaciones propias del clima mediterráneo imponen a España una delicada política de aprovechamiento de sus recursos hídricos, tanto superficiales como subterráneos. Desde tiempos antiguos, el agua fue cuidadosamente aprovechada y necesaria tanto para el riego como para el suministro a las poblaciones; piénsese en los costosos acueductos romanos de Segovia, Mérida, Tarragona y Barcelona, por ejemplo; y en cuanto a los regadíos fueron ya extendidos por lo menos por los árabes en las huertas de Valencia y Murcia, campo de Lérida y en buena parte de la campiña andaluza. La legislación sobre el agua de regadío ha dado lugar a una rica y variada legislación tradicional como muy pocos países pueden ofrecer. Luego la utilización del agua como fuerza motriz a medida que se produce la industrialización, ya sea directamente ya sea a través de la electricidad, ha determinado la construcción de grandes obras hidroeléctricas en las que España es país adelantado. Finalmente el consumo de agua para la industria y para el abastecimiento de las grandes concentraciones urbanas es una preocupación obsesionante de los tiempos actuales hasta el punto de tener que recurrir en los sitios menos favorecidos, como en algunas de las islas Canarias, a la destilación del agua del mar.
En general puede decirse que todo el Mediterráneo español, en un aspecto u otro, es deficitario en recursos hídricos respecto a la zona de clima atlántico. Así, el déficit de la cuenca mediterránea española es de unos 5000 hm³ anuales, mientras en la vertiente atlántica hay un excedente cercano a 25 000 hm³ a causa de que, según se ha visto, los grandes ríos vierten al océano. Por eso, ha sido necesario compensar este déficit con el costoso y largo trasvase del Tajo, para aliviar la situación penosa del Levante. Por esta causa también los grandes embalses ya sea para regadío ya sea sobre todo para la obtención de hidroelectricidad. Todos los principales ríos han sido aprovechados para la construcción de presas que han transformado el paisaje fluvial peninsular, tan rico en desfiladeros, en largos lagos encajados en el curso de valles tortuosos, tal como ocurre con el Ebro, en su embalse de Mequinenza, el Esla, en Ricobayo y sobre todo con los grandes pantanos del Guadiana como el de Cíjara y del Tajo, el de Entrepeñas y Buendía, de varios kilómetros de longitud.
Todos estos pantanos tienen una capacidad de 1000 a 1.
500 millones de m³. Esos ríos, de zonas relativamente llanas o de escasa pendiente, han exigido la construcción de presas de considerable altura, con objeto de compensar la escasa pendiente con un gran caudal. En cambio, los lagos pirenaicos, suspendidos a altitudes de más de 2000 m s. n. m., compensan su reducida capacidad con un gran desnivel, y son aprovechados en cadena, mediante tuberías forzadas que conducen el agua a las centrales situadas aguas abajo, en el fondo del valle. Así vemos cómo las condiciones morfológicas de los ríos peninsulares condicionan el tipo de centrales hidroeléctricas.
Pero, a su vez, estos pantanos artificiales repercuten cn una serie de hechos de orden físico. Por ejemplo, van siendo cada vez más raras las avenidas catastróficas tan características de los ríos españoles, al disponer de embalses en el curso superior/medio para regular el caudal, embalsándolo en los períodos de lluvias abundantes y cediéndolo en los de penuria acentuada. En muchos ríos, gracias a dichos embalses, se ha logrado un tipo de régimen más regular y uniforme. En cambio la disminución de derrubios, que ahora quedan acumulados en gran parte en el vaso de los pantanos, al disminuir la carga transportada, ha aumentado la fuerza erosiva de los ríos, y en las desembocaduras deltaicas y llanuras aluviales la disminución de transportes se manifiesta por un retroceso de la línea de costa, a causa del ataque del oleaje y de las corrientes marinas. Así, por ejemplo, se observa en los deltas del Llobregat y del Ebro, cuyas puntas avanzaban hace años a razón de uno y diez metros respectivamente, mientras ahora retroceden a un ritmo bastante acentuado.